# ريال مدريد ضد برشلونة (كأس الملك 1916)
في نصف نهائي كأس ملك إسبانيا 1916، هزم ريال مدريد برشلونة بعد أن تواجه الفريقان 4 مرات في أقل من 3 أسابيع وبعد عدة قرارات مثيرة للجدل من قبل الحكم خوسيه بيراوندو، لاعب مدريد السابق.
في مباراة الذهاب على ملعب برشلونة، تغلب الفريق الكتالوني على مدريد بنتيجة 2-1، وفي مباراة الإياب على ملعب كامبو دي أودونيل، حقق الفريق الأبيض أخيرًا فوزه الرسمي الأول على برشلونة بنتيجة 4-1. في تلك الفترة، لم يكن هناك فارق الأهداف، وكان يجب لعب مباراة فاصلة، وهو ما أشعل الصراع الأول بين الناديين، وتحديدًا حول اختيار الملعب، الذي كان أودونيل مرة أخرى، والحكم خوسيه بيراوندو. في الإعادة، احتسب بيروندو 3 ركلات جزاء لصالح فريقه السابق، تصدى حارس مرمى برشلونة لويس برو لركلتين منها (واحدة برأسه)، لكن الركلة الثالثة سجلها سانتياغو برنابيو في الدقيقة 118 لإنقاذ التعادل 6-6، وبالتالي إجبار الفريقين على مباراة إعادة أخرى، وكان حكمها أيضاً بيراوندو، الذي اتخذ مرة أخرى عدة قرارات مشكوك فيها، مثل منح ركلة جزاء أخرى في الدقائق الأخيرة، مما دفع لاعبي برشلونة إلى الانسحاب احتجاجًا. وبذلك تأهل مدريد إلى النهائي ضد أثلتيك بلباو، حيث أقيم في برشلونة، ورُفعت اللافتات في المدرجات مطالبة برأس بيروندو؛ وانتهت المباراة النهائية بهزيمة مدريد بنتيجة 0-4.
غالبًا ما يتم ذكر هذه المواجهة باعتبارها واحدة من أكثر المواجهات إثارة للجدل في تاريخ كرة القدم الإسبانية. بفضل نتيجتها وأحداثها الدراماتيكية، والجدل حول إجمالي 24 هدفًا في 4 مباريات، بما في ذلك التعادل 6-6، تعتبر هذه المواجهة واحدة من أهم وأبرز المواجهات الكروية في النصف الأول من القرن العشرين.

## خلفية
التقى ريال مدريد وبرشلونة للمرة الأولى في 13 مايو 1902، في نصف نهائي كأس التتويج 1902، البطولة التي سبقت كأس ملك إسبانيا التي انطلقت بعد عام واحد، وعلى الرغم من أن البطولة نظمها نادي مدريد وأقيمت في العاصمة، إلا أن الفريق الكتالوني كان هو الفائز بنتيجة 3-1. كانت معظم اللقاءات الأولى للفريقين عبارة عن مباريات ودية حيث لم يكن الدوري الإسباني قد وُجد بعد وكانت المنافسة الرسمية الوحيدة على المستوى الوطني هي كأس ملك إسبانيا، ولم تكن مكتملة التطور بعد حيث كان التأهل إليها من البطولات الإقليمية. على الرغم من أن مدريد وبرشلونة أصبحا بسرعة أفضل ناديين في منطقتهما، إلا أن أعلى فترة لأحدهما كانت تتزامن دائمًا مع أدنى فترة للآخر، وبالتالي لم يلتقيا في كأس ملك إسبانيا. على سبيل المثال، فاز مدريد بأربعة كؤوس متتالية بين عامي 1904 و1908، ولكن في نفس الفترة فاز إسبانيول ببطولة كتالونيا في 1904 ونادي إكس في الفترة بين عامي 1905-1908؛ وعندما فاز برشلونة بعد ذلك بثلاثة كؤوس من أصل أربعة بين عامي 1910 و1913، كان سوسيداد خيمناستيكا الفائز ببطولة المنطقة الوسطى.
نتيجة لهذه التفاوتات، خاض الفريقان مباريات ودية فقط في الفترة بين عامي 1902 و1916، حيث لعبا 7 مباريات في المجموع، فاز برشلونة في 5 منها بينما تعادل الفريقان مرتين. لم يلتق الفريقان مرة أخرى حتى في كأس ملك إسبانيا 1916، بعد مرور 14 عامًا على أول مباراة تنافسية بينهما، ومرة أخرى في الدور نصف النهائي، في مواجهة أقيمت بعد رفض فريقين من بين الفرق الخمسة المتأهلة للمرحلة النهائية اللعب.

## ملخص

### مباراتا الذهاب والإياب
أقيمت مباراة الذهاب على ملعب كامب ديل كارير مونتانير في برشلونة في 26 مارس 1916، وكان الفريق الضيف من افتتح التسجيل بهدف جوان بيتي، لكن برشلونة قاتل بعد ذلك وقلب الأمور لصالحه بهدفين، كل منهما في نهاية كل شوط، من باولينو ألكانتارا وفيسينتي مارتينيز، ليحقق فوزًا صعبًا بنتيجة 2-1. أقيمت مباراة الإياب في 2 أبريل 1916 في كامبو دي أودونيل (لم يكن ملعبًا بعد)، حقق الفريق الأبيض أخيرًا أول انتصار رسمي له ضد برشلونة: 4-1، بفضل ثلاثية من سانتياغو برنابيو (واحدة من ركلة جزاء)، بينما سجل الأهداف المتبقية بيتي لمدريد ومارتينيز لبرشلونة، ليسجلا لفريقيهما مرة أخرى. أدار مباراة الذهاب الحكم السابق لبرشلونة لياندرو أغيريتشي، بينما كان حكم مباراة الإياب هو الأكثر حيادية من بين حكام المواجهات الأربع، وهو إيزيكيل مونتيرو، الذي كان يلعب وقتئذ لصالح راسينغ مدريد.

### مباراة الإعادة
في ذلك الوقت، لم يكن الفصل بفارق الأهداف بين الفريقين، بل بالانتصارات، وبعد فوز كل فريق بمباراة على أرضه، كان عليهما اللجوء إلى مباراة فاصلة، واشتعل الصراع الأول بين الناديين، وتحديداً حول اختيار الحكم، خوسيه بيراوندو، الذي لعب لمدريد في الفترة بين 1904 و1909، وخسر نهائي كأس ملك إسبانيا 1913 أمام برشلونة بينما كان في صفوف ريال سوسيداد. وكما غير مدريد حكم المباراة، غير برشلونة حارس مرماه، حيث حل لويس برو محل فرانسيسكو أرامبورو. يتم الخلط أحيانًا بين لويس برو وبين باكو برو، الذي كان حينها لاعبًا معتزلاً حديثاً وكان موجوداً في مدريد كمراسل لصحيفة موندو ديبورتيفو. لعب باكو هذا مع برشلونة في مباراة 6-6، حيث كان جزءاً من لاعبي الفريق الكتالوني قد وصل متأخرًا بسبب عطل في السكك الحديدية وبما أن هناك نقص في اللاعبين وكان باكو لاعبًا في النادي في وقت ليس ببعيد، فقد طُلب منه اللعب، وهو ما فعله، ولكن بقميص مختلف عن الآخرين لأنه لم يكن لديه قميص (كانت القمصان الرسمية للأندية نادرة في ذلك الوقت). كما تم تعزيز فريق مدريد هو الآخر، مع لويس بيلوندي من أتلتيكو مدريد، وكازانوفا من أكاديمية طليطلة. أقيمت المباراة مرة أخرى على ملعب أودونيل، ولكن هذه المرة على ملعب أتلتيكو مدريد.
كما حدث في المباراة السابقة في أودونيل، كان ريال مدريد هو من افتتح التسجيل عن طريق بيلوندي ثم حصل ريال مدريد على ركلة جزاء، لكن هذه المرة أهدرها سانتياغو برنابيو، مما قضى على زخمهم وسمح لبرشلونة بالتعادل في الدقيقة 15 بفضل ألكانتارا. ثم سجل حارس مرمى برشلونة برو هدفًا في مرماه، لكن ألكانتارا عادل النتيجة مرة أخرى لتصبح النتيجة 2-2 لكل منهما. ثم نجح ألكانتارا في حسم الثلاثية في الشوط الأول، لكن الحكم بيراوندو ألغى الهدف. في الشوط الثاني، استعاد بيلوندي تقدم ريال مدريد، لكن برشلونة سجل عن طريق كاسيميرو مايوركي وغابرييل باو، مما جعل الفريق الكتالوني يتقدم للمرة الأولى في المباراة. ثم احتسب بيراوندو ركلة جزاء أخرى لصالح مدريد، هذه المرة نفذها سوتيرو أرانغورين وتصدى لها برو، ليعوض هدفه الذي سجله بالخطأ في مرماه. ومع ذلك، تمكن مدريد من تحقيق التعادل عن طريق بيلوندي في الدقيقة 87، محرزاً ثلاثية، وبالتالي فرض الوقت الإضافي حيث سجل بيرنابيو، ولكن بعد ذلك سجل ألكانتارا ثلاثيته وأعاد مارتينيز الفريق الكتالوني إلى المقدمة في الدقيقة 112. ولكن في الدقيقة الأخيرة، احتسب الحكم بيروندو ركلة الجزاء الثالثة لصالح ريال مدريد، رغم أن هذه الركلة لم يدُر حولها خلاف (سببها تدخل عنيف من قبل قائد برشلونة سانتياغو ماسانا)، وهذه المرة استغل بيرنابيو الركلة لتحقيق التعادل 6-6 وإجبار الفريقين على اللجوء إلى مباراة فاصلة أخرى.

### مباراة الإعادة الثانية
أقيمت مباراة الإعادة الثانية أيضًا في أودونيل وأدارها مرة أخرى بيروندو، على الرغم من إبداء برشلونة تحفظاته، مستدلاً بركلات الجزاء الثلاث وهدفه الملغي. خلال فترة الإعداد للمباراة، تم اكتشاف أن مدريد خسر بيلوندي، الذي سجل ثلاثية في المباراة السابقة، وأُبدِل بزابالو، الذي زعم مدريد أنه ينتمي إلى فريقهم الثاني، لكن صحة ذلك كانت موضع نزاع لأن زابالو لعب ذلك الموسم بأكمله مع ريال يونيون، مما تسبب في اعتراض برشلونة، لكن الهيئات الحاكمة أقرت التغيير.
لأول مرة في أودونيل، كان برشلونة هو من تقدم بهدف عن طريق مارتينيز، ليكون الوحيد الذي سجل في جميع المباريات الأربع. وأدرك سانتياغو برنابيو التعادل رغم أن لاعبي برشلونة وحتى حكم المرمى الذي كان موجودا بجوار المرمى ادعى التسلل، لكن بيراوندو تجاهل ذلك، واستعاد مارتينيز التقدم قبل نهاية الشوط الأول. كما حدث في المباراة السابقة، أحرز مدريد هدف التعادل في وقت متأخر، ولكن هذه المرة كان زابالو بديل بيلوندي هو صاحب الهدف. ثم اتخذ بيروندو قرارًا آخر مثيرًا للجدل بمنح ركلة جزاء أخرى في اللحظة الأخيرة عندما كانت النتيجة متعادلة 2-2، لكن برو، الذي كان على قدر شهرته، تصدى لتلك الركلة أيضًا، وكانت الثالثة له في المجمل، وبالتالي فرض الوقت الإضافي، الذي سجل فيه سوتيرو أرانغورين هدفين لمدريد، وعلى الرغم من اعتراض لاعبي برشلونة على أن مهاجمي مدريد أمسكوا ببرو في هدف أرانغورين الثاني، لكن بيراوندو تجاهل ذلك مرة أخرى.
بعد شهور الفريق الكتالوني بتحيز الحكم لصالح الفريق المضيف في عدة مناسبات، قرر القائد ماسانا الانسحاب احتجاجًا، وعند إشارته غادر لاعبو برشلونة الملعب، على الرغم من محاولة المدربين الحاضرين وقف ذلك، ورفضهم هذا الفعل لاحقاً. كانت نهاية المباراة غريبة: فقد غادر الجمهور مع رحيل الفريقين بصمت، لكنهم احتجوا بشدة على أداء بيراوندو. عاد لاعبو برشلونة إلى المدينة في نفس الليلة، وتم استقبالهم كما لو كانوا فائزين.

## مباراة الذهاب
| برشلونة                      | 2–1   | مدريد         |
| ---------------------------- | ----- | ------------- |
| ألكانتارا 39' · مارتينيز 85' | تقرير | جوان بيتي 17' |

| GK          | 1  | فرانسيسكو أرامبورو  |
| DF          | 2  | سانتياغو ماسانا (ك) |
| DF          | 3  | إدواردو ريغيرا      |
| MF          | 4  | ألفريدو ماسانا      |
| MF          | 5  | كاسيميرو مايوركي    |
| MF          | 6  | باولينو ألكانتارا   |
| FW          | 7  | فيسنتي مارتينيز     |
| FW          | 8  | غابرييل باو         |
| FW          | 9  | فرانسيسكو فينيالس   |
| FW          | 10 | فرانسيسكو باونزا    |
| FW          | 11 | إنريكي بيريس        |
| المدرب:     |    |                     |
| جاك غرينويل |    |                     |

|         |    |                      |  |
|         |    |                      |  |
| GK      | 1  | إدواردو تيوس         |  |
| DF      | 2  | خوليو ديلا سيرنا     |  |
| DF      | 3  | خوسيه إرويتا         |  |
| MF      | 4  | خوسيه أنطونيو إريسي  |  |
| MF      | 5  | خوسيه ماريا كاستيل   |  |
| MF      | 6  | رينيه بيتي           |  |
| FW      | 7  | أولوجيو أرانغورين    |  |
| FW      | 8  | سوتيرو أرانغورين     |  |
| FW      | 9  | جوان بيتي            |  |
| FW      | 10 | سانتياغو برنابيو (ك) |  |
| FW      | 11 | غومار                |  |
| المدرب: |    |                      |  |
| لا يوجد |    |                      |  |

المصدر:

## مباراة الإياب
| مدريد                                      | 4–1   | برشلونة      |
| ------------------------------------------ | ----- | ------------ |
| برنابيو 35' (ج.)، 40'، 60' · جوان بيتي 80' | تقرير | مارتينيز 20' |

|         |    |                      |  |
|         |    |                      |  |
| GK      | 1  | بابلو ليميل          |  |
| DF      | 2  | خوليو ديلا سيرنا     |  |
| DF      | 3  | خوسيه إرويتا         |  |
| MF      | 4  | خوسيه أنطونيو إريسي  |  |
| MF      | 5  | خوسيه ماريا كاستيل   |  |
| MF      | 6  | رينيه بيتي           |  |
| FW      | 7  | أولوجيو أرانغورين    |  |
| FW      | 8  | سوتيرو أرانغورين     |  |
| FW      | 9  | جوان بيتي            |  |
| FW      | 10 | سانتياغو برنابيو (ك) |  |
| FW      | 11 | غومار                |  |
| المدرب: |    |                      |  |
| لا يوجد |    |                      |  |

| GK          | 1  | فرانسيسكو أرامبورو |
| DF          | 2  | جوسيب كوستا        |
| DF          | 3  | إدواردو ريغيرا     |
| MF          | 4  | فرانشيسكو برو      |
| MF          | 5  | رامون تورالبا      |
| MF          | 6  | كاسيميرو مايوركي   |
| FW          | 7  | باولينو ألكانتارا  |
| FW          | 8  | فيسنتي مارتينيز    |
| FW          | 9  | غابرييل باو        |
| FW          | 10 | إنريكي بيريس       |
| FW          | 11 | فرانسيسكو باونزا   |
| المدرب:     |    |                    |
| جاك غرينويل |    |                    |

المصدر:

## مباراة الإعادة الأولى
| مدريد                                              | 6–6 (ب.و.إ.) | برشلونة                                                          |
| -------------------------------------------------- | ------------ | ---------------------------------------------------------------- |
| بيلوندي 2'، 55'، 87' · برنابيو 23'، 98'، 118' (ج.) | تقرير        | ألكانتارا 15'، 30'، 102' · مايوركي 67' · باو 70' · مارتينيز 112' |

|         |    |                      |  |
|         |    |                      |  |
| GK      | 1  | بابلو ليميل          |  |
| DF      | 2  | خوليو ديلا سيرنا     |  |
| DF      | 3  | خوسيه أنطونيو إريسي  |  |
| MF      | 4  | خوسيه ماريا كاستيل   |  |
| MF      | 5  | رينيه بيتي           |  |
| MF      | 6  | أولوجيو أرانغورين    |  |
| FW      | 7  | سوتيرو أرانغورين     |  |
| FW      | 8  | جوان بيتي            |  |
| FW      | 9  | سانتياغو برنابيو (ك) |  |
| FW      | 10 | لويس بيلوندي         |  |
| FW      | 11 | كازانوفا             |  |
| المدرب: |    |                      |  |
| لا يوجد |    |                      |  |

| GK          | 1  | لويس برو            |
| DF          | 2  | سانتياغو ماسانا (ك) |
| DF          | 3  | إدواردو ريغيرا      |
| MF          | 4  | ألفريدو ماسانا      |
| MF          | 5  | رامون تورالبا       |
| MF          | 6  | كاسيميرو مايوركي    |
| FW          | 7  | باولينو ألكانتارا   |
| FW          | 8  | فيسنتي مارتينيز     |
| FW          | 9  | فرانسيسكو باونزا    |
| FW          | 10 | فرانسيسكو فينيالس   |
| FW          | 11 | غابريل باو          |
| المدرب:     |    |                     |
| جاك غرينويل |    |                     |

المصدر:

## مباراة الإعادة الثانية
| مدريد                                           | 4–2   | برشلونة           |
| ----------------------------------------------- | ----- | ----------------- |
| برنابيو 25' · زابالو 85' · أرانغورين 100'، 108' | تقرير | مارتينيز 11'، 38' |

|         |    |                      |  |
|         |    |                      |  |
| GK      | 1  | إدواردو تيوس         |  |
| DF      | 2  | خوليو ديلا سيرنا     |  |
| DF      | 3  | خوسيه أنطونيو إريسي  |  |
| MF      | 4  | رينيه بيتي           |  |
| MF      | 5  | أولوجيو أرانغورين    |  |
| MF      | 6  | سوتيرو أرانغورين     |  |
| FW      | 7  | جوان بيتي            |  |
| FW      | 8  | سانتياغو برنابيو (ك) |  |
| FW      | 9  | زابالو               |  |
| FW      | 10 | كازانوفا             |  |
| FW      | 11 | أرتورو إسبينوزا      |  |
| المدرب: |    |                      |  |
| لا يوجد |    |                      |  |

| GK          | 1  | لويس برو            |
| DF          | 2  | سانتياغو ماسانا (ك) |
| DF          | 3  | إدواردو ريغيرا      |
| MF          | 4  | ألفريدو ماسانا      |
| MF          | 5  | رامون تورالبا       |
| MF          | 6  | كاسيميرو مايوركي    |
| FW          | 7  | باولينو ألكانتارا   |
| FW          | 8  | فيسنتي مارتينيز     |
| FW          | 9  | غابرييل باو         |
| FW          | 10 | فرانسيسكو فينيالس   |
| FW          | 11 | إنريكي بيريس        |
| المدرب:     |    |                     |
| جاك غرينويل |    |                     |

المصدر:

## إحصائيات

### الهدافون
عدد الأهداف المُسجلة  26 هدفًا  في 4 مباراة، بمتوسط 6.5 هدفًا في المباراة الواحدة.
7 أهداف
- سانتياغو برنابيو (مدريد)

5 أهداف
- فيسنتي مارتينيز (برشلونة)

4 أهداف
- باولينو ألكانتارا (برشلونة)

3 أهداف
- لويس بيلوندي (مدريد)

هدفان
- سوتيرو أرانغورين (مدريد)
- جوان بيتي (مدريد)

هدف
- كاسيميرو مايوركي (برشلونة)
- غابرييل باو (برشلونة)
- زابالو (مدريد)

## الآثار
بنهاية المباراة، احتج الجمهور بشدة على أداء بيراوندو، وفي نهائي كأس ملك إسبانيا 1916 بين مدريد وأثلتيك بلباو، والذي أقيم في برشلونة، رُفعت بعض اللافتات في المدرجات تطالب برأس بيراوندو؛ وخسر مدريد النهائي بنتيجة 0-4.
يرى بعض المؤرخين أن المباراة كان لها تأثير دائم على تاريخ كرة القدم في مدريد وكتالونيا، حيث ساهمت في ولادة التنافس الكروي التاريخي الشهير بين المنطقتين والفريقين.